# Guía para muertos recientes
Guía para muertos recientes es una película de Argentina filmada en color y dirigida por: Eugenio Zanetti sobre su propio guion que se empezará a rodar en la segunda mitad de 2022 y que tendrá como actores principales a: Geraldine Chaplin, Luciano Cáceres, Roberto Carnaghi, Alberto Ammann, Ana María Picchio, Norman Briski, Alicia Muxo, Juan Acosta, Juan Luppi, y Adriana Aizemberg.

## Sinopsis
La historia girará en torno, a recrear un universo singular, maravilloso y lleno de humor más allá de la muerte. Se plantea una interacción entre el mundo de los mortales y el de los que están en el más allá, con un humor muy peculiar.

## Locaciones
Una de sus locaciones será San Javier, el pueblo de Traslasierra, zona de la que el director de cine, Eugenio Zanetti, es oriundo. También se filmará en: La Plata y Buenos Aires.

## Reparto
Participaron del filme los siguientes intérpretes:
- Geraldine Chaplin
- Luciano Cáceres
- Roberto Carnaghi
- Alberto Ammann
- Ana María Picchio
- Norman Briski
- Alicia Muxo
- Juan Acosta
- Juan Luppi
- Adriana Aizemberg